# Aloe maculosa
Aloe maculosa é uma espécie de liliopsida do gênero Aloe, pertencente à família Asphodelaceae.